# Genoa 1893 1969-1970
Questa voce raccoglie le informazioni riguardanti il Genoa 1893 nelle competizioni ufficiali della stagione 1969-1970.

## Stagione
Nella stagione 1969-1970 il Genoa disputa il campionato di Serie B, con 29 punti si piazza in ultima posizione e retrocede in Serie C, assieme alla Reggiana con 33 punti ed al Piacenza con 32 punti. Salgono in Serie A il Varese, che vince il torneo cadetto con 49 punti, e la coppia formata dal Foggia e dal Catania con 48 punti.
Il cambio di tre allenatori non è bastato al grifone per salvarsi dalla retrocessione in Serie C, da affrontare per la prima volta nella sua storia. Una condanna giunta con una giornata di anticipo sulla fine del torneo cadetto. Sei sole vittorie su trentotto partite giocate, diciannove reti segnate, mezza rete a gara, sono i numeri impietosi di una stagione difficile, sempre condotta sul fondo della classifica. Il girone di andata si è chiuso raccogliendo 15 punti, il ritorno con 14. Un dato emblematico è che i due migliori marcatori stagionali siano stati Paolo Morelli e Giovan Battista Benvenuto con appena tre reti a testa messe a segno. In Coppa Italia il Genoa è stato eliminato nel Quarto girone di qualificazione, che ha promosso l'Inter ai Quarti di finale della Coppa.

## Divise
La maglia per le partite casalinghe presentava i colori rossoblu.

## Organigramma societario
Area direttiva
- Amministratore unico: Renzo Fossati e Virgilio Bazzani

Area tecnica
- Allenatore: Franco Viviani[2], Maurizio Bruno[3], Aredio Gimona[4]

## Rosa
| N. |                   | Ruolo | Calciatore         |
| -- | ----------------- | ----- | ------------------ |
|    | Italia (bandiera) | P     | Leonardo Grosso    |
|    | Italia (bandiera) | P     | Antonio Lonardi    |
|    | Italia (bandiera) | D     | Claudio Agnetti    |
|    | Italia (bandiera) | D     | Giuliano Andreuzza |
|    | Italia (bandiera) | D     | Franco Ferrari     |
|    | Italia (bandiera) | D     | Sergio Osterman    |
|    | Italia (bandiera) | D     | Gabriele Piampiani |
|    | Italia (bandiera) | D     | Franco Rivara      |
|    | Italia (bandiera) | D     | Sergio Rossetti    |
|    | Italia (bandiera) | D     | Maurizio Turone    |
|    | Italia (bandiera) | C     | Giorgio Bittolo    |
|    | Italia (bandiera) | C     | Giuseppe Ferrero   |
|    | Italia (bandiera) | C     | Stefano Lauretti   |

| N. |                   | Ruolo | Calciatore                |
| -- | ----------------- | ----- | ------------------------- |
|    | Italia (bandiera) | C     | Riccardo Mascheroni       |
|    | Italia (bandiera) | C     | Claudio Maselli           |
|    | Italia (bandiera) | C     | Attilio Perotti           |
|    | Italia (bandiera) | C     | Angelo Quintavalle        |
|    | Italia (bandiera) | C     | Elio Rinero               |
|    | Italia (bandiera) | A     | Giovan Battista Benvenuto |
|    | Italia (bandiera) | A     | Giordano Colausig         |
|    | Belgio (bandiera) | A     | Claudio Desolati          |
|    | Italia (bandiera) | A     | Giovanni Merli            |
|    | Italia (bandiera) | A     | Paolo Morelli             |
|    | Italia (bandiera) | A     | Roberto Rigotto           |
|    | Italia (bandiera) | A     | Walter Speggiorin         |
|    | Italia (bandiera) | A     | Giuseppe Vergai           |

## Calciomercato
| Arrivi | Arrivi                    | Arrivi            | Arrivi     |
| R.     | Nome                      | da                | Modalità   |
| ------ | ------------------------- | ----------------- | ---------- |
| A      | Roberto Rigotto           | Livorno           | definitivo |
| D      | Gabriele Piampiani        | Lanerossi Vicenza | definitivo |
| A      | Giovan Battista Benvenuto | Catanzaro         | definitivo |
| C      | Giuseppe Ferrero          | Cagliari          | definitivo |

| Partenze | Partenze        | Partenze | Partenze   |
| R.       | Nome            | a        | Modalità   |
| -------- | --------------- | -------- | ---------- |
| P        | William Negri   |          | Svincolato |
| P        | Luciano Zamparo | Como     | definitivo |

## Risultati

### Serie B

#### Girone di andata
| Arbitro: | Monti (Ancona) |

|             |           |  |
| Landoni 32’ | Marcatori |  |

| Arbitro: | Calì (Roma) |

|               |           |  |
| Benvenuto 83’ | Marcatori |  |

| Arbitro: | Barbaresco (Cormons) |

|             |           |                          |
| Morelli 31’ | Marcatori | 50’, 70’ Bigon 63’ Colla |

| Arbitro: | De Robbio (Torre Annunziata) |

|                         |           |  |
| Strada 34’ Burlando 85’ | Marcatori |  |

| Arbitro: | Trinchieri (Reggio Emilia) |

|             |           |  |
| Morelli 39’ | Marcatori |  |

| Arbitro: | Mascali (Desenzano del Garda) |

|            |           |  |
| Santon 76’ | Marcatori |  |

| Genova 26 ottobre 1969 7ª giornata | Genoa             | 0 – 0 | Perugia | Stadio Luigi Ferraris\| Arbitro: \| Gussoni (Tradate) \| |
| Arbitro:                           | Gussoni (Tradate) |       |         |                                                          |

| Bergamo 2 novembre 1969 8ª giornata | Atalanta           | 0 – 0 | Genoa | Stadio Comunale\| Arbitro: \| Michelotti (Parma) \| |
| Arbitro:                            | Michelotti (Parma) |       |       |                                                     |

| Arbitro: | Possagno (Treviso) |

|                |           |                       |
| Mascheroni 50’ | Marcatori | 2’ Ferrario 79’ Marmo |

| Arbitro: | Porcelli (Lodi) |

|               |           |                              |
| Benvenuto 84’ | Marcatori | 35’, 80’ Vallongo 67’ Toschi |

| Arbitro: | Di Tonno (Lecce) |

|                     |           |                 |
| Tentorio 51’ (rig.) | Marcatori | 60’ Quintavalle |

| Lucca 7 dicembre 1969 12ª giornata | Genoa          | 0 – 0 | Arezzo | Stadio Porta Elisa\| Arbitro: \| Pieroni (Roma) \| |
| Arbitro:                           | Pieroni (Roma) |       |        |                                                    |

| Catanzaro 14 dicembre 1969 13ª giornata | Catanzaro       | 0 – 0 | Genoa | Stadio Militare\| Arbitro: \| Giunti (Arezzo) \| |
| Arbitro:                                | Giunti (Arezzo) |       |       |                                                  |

| Genova 21 dicembre 1969 14ª giornata | Genoa              | 0 – 0 | Taranto | Stadio Luigi Ferraris\| Arbitro: \| Lazzaroni (Milano) \| |
| Arbitro:                             | Lazzaroni (Milano) |       |         |                                                           |

| Modena 28 dicembre 1969 15ª giornata | Modena            | 0 – 0 | Genoa | Stadio Alberto Braglia\| Arbitro: \| Toselli (Cormons) \| |
| Arbitro:                             | Toselli (Cormons) |       |       |                                                           |

| Arbitro: | Francescon (Padova) |

|              |           |  |
| Colausig 57’ | Marcatori |  |

| Arbitro: | Pieroni (Roma) |

|                |           |  |
| Mascheroni 16’ | Marcatori |  |

| Arbitro: | Motta (Monza) |

|            |           |                   |
| Bacher 79’ | Marcatori | 39’ (aut.) Ossola |

| Arbitro: | Michelotti (Parma) |

|                               |           |  |
| Rampanti 36’ Baisi 81’ (rig.) | Marcatori |  |

#### Girone di ritorno
| Arbitro: | Di Tonno (Lecce) |

|  |           |          |
|  | Marcatori | 83’ Gola |

| Arbitro: | Barbaresco (Cormons) |

|                        |           |              |
| Braida 17’ Bettega 59’ | Marcatori | 22’ Colausig |

| Arbitro: | Carminati (Milano) |

|                   |           |                             |
| Saltutti 55’, 85’ | Marcatori | 11’ Andreuzza 28’ Benvenuto |

| Genova 22 febbraio 1970 23ª giornata | Genoa                        | 0 – 0 | Monza | Stadio Luigi Ferraris\| Arbitro: \| De Robbio (Torre Annunziata) \| |
| Arbitro:                             | De Robbio (Torre Annunziata) |       |       |                                                                     |

| Arbitro: | Lattanzi (Roma) |

|              |           |             |
| De Nardi 31’ | Marcatori | 53’ Rigotto |

| Arbitro: | Mascali (Desenzano del Garda) |

|  |           |             |
|  | Marcatori | 81’ Albrigi |

| Perugia 15 marzo 1970 26ª giornata | Perugia     | 0 – 0 | Genoa | Stadio Santa Giuliana\| Arbitro: \| Calì (Roma) \| |
| Arbitro:                           | Calì (Roma) |       |       |                                                    |

| Arbitro: | Giunti (Arezzo) |

|                |           |               |
| Speggiorin 52’ | Marcatori | 18’ Novellini |

| Arbitro: | Branzoni (Pavia) |

|  |           |               |
|  | Marcatori | 7’ Speggiorin |

| Arbitro: | Monti (Ancona) |

|             |           |  |
| Vallongo 3’ | Marcatori |  |

| Arbitro: | D'Agostini (Roma) |

|             |           |                     |
| Rigotto 27’ | Marcatori | 67’ (rig.) Tentorio |

| Arbitro: | Torelli (Milano) |

|             |           |  |
| Galuppi 74’ | Marcatori |  |

| Arbitro: | Sbardella (Roma) |

|                        |           |  |
| Perotti 3’ Morelli 26’ | Marcatori |  |

| Arbitro: | Francescon (Padova) |

|               |           |  |
| Romanzini 46’ | Marcatori |  |

| Genova 17 maggio 1970 34ª giornata | Genoa          | 0 – 0 | Modena | Stadio Luigi Ferraris\| Arbitro: \| Pieroni (Roma) \| |
| Arbitro:                           | Pieroni (Roma) |       |        |                                                       |

| Catania 24 maggio 1970 35ª giornata | Catania         | 0 – 0 | Genoa | Stadio Cibali\| Arbitro: \| Giunti (Arezzo) \| |
| Arbitro:                            | Giunti (Arezzo) |       |       |                                                |

| Arbitro: | Gonella (Torino) |

|                      |           |  |
| D. Crippa 38’ (rig.) | Marcatori |  |

| Arbitro: | Carminati (Milano) |

|  |           |                            |
|  | Marcatori | 49’ Spelta 70’ Dell'Angelo |

| Arbitro: | Torelli (Milano) |

|            |           |             |
| Maselli 6’ | Marcatori | 68’ Baldoni |

### Coppa Italia girone 4
| Arbitro: | Sbardella (Roma) |

|              |           |             |
| Osterman 45’ | Marcatori | 69’ Benetti |

| Arbitro: | Trinchieri (Reggio Emilia) |

|                                |           |             |
| Ferrero 45’ (rig.), 48’ (rig.) | Marcatori | 76’ Piaceri |

| Arbitro: | Acernese (Roma) |

|                                         |           |  |
| Corso 23’ S. Mazzola 33’ Boninsegna 75’ | Marcatori |  |

## Statistiche

### Statistiche di squadra
| Competizione | Punti | In casa | In casa | In casa | In casa | In casa | In casa | In trasferta | In trasferta | In trasferta | In trasferta | In trasferta | In trasferta | Totale | Totale | Totale | Totale | Totale | Totale | DR  |
| Competizione | Punti | G       | V       | N       | P       | Gf      | Gs      | G            | V            | N            | P            | Gf           | Gs           | G      | V      | N      | P      | Gf     | Gs     | DR  |
| ------------ | ----- | ------- | ------- | ------- | ------- | ------- | ------- | ------------ | ------------ | ------------ | ------------ | ------------ | ------------ | ------ | ------ | ------ | ------ | ------ | ------ | --- |
| Serie B      | 29    | 19      | 5       | 8       | 6       | 12      | 15      | 19           | 1            | 9            | 9            | 7            | 17           | 38     | 6      | 17     | 15     | 19     | 32     | -13 |
| Coppa Italia | 3     | 2       | 1       | 1       | 0       | 3       | 2       | 1            | 0            | 0            | 1            | 0            | 3            | 3      | 1      | 1      | 1      | 3      | 5      | -2  |
| Totale       |       | 21      | 6       | 9       | 6       | 15      | 17      | 20           | 1            | 9            | 10           | 7            | 20           | 41     | 7      | 18     | 16     | 22     | 37     | -15 |

### Statistiche dei giocatori
| Giocatore      | Serie B  | Serie B | Coppa Italia | Coppa Italia | Totale   | Totale |
| Giocatore      | Presenze | Reti    | Presenze     | Reti         | Presenze | Reti   |
| -------------- | -------- | ------- | ------------ | ------------ | -------- | ------ |
| C. Agnetti     | 5        | 0       | -            | -            | 5        | 0      |
| G. Andreuzza   | 22       | 1       | 1            | 0            | 23       | 1      |
| G.B. Benvenuto | 19       | 3       | ?            | ?            | 19+      | 3+     |
| G. Bittolo     | 27       | 0       | 3            | 0            | 30       | 0      |
| G. Colausig    | 20       | 2       | -            | -            | 20       | 2      |
| F. Ferrari     | 22       | 0       | -            | -            | 22       | 0      |
| G. Ferrero     | 18       | 0       | 3            | 2            | 21       | 2      |
| G. Grassi      | 2        | 0       | -            | -            | 2        | 0      |
| L. Grosso      | 26       | -22     | 3            | -5           | 29       | -27    |
| S. Lauretti    | 1        | 0       | -            | -            | 1        | 0      |
| A. Lonardi     | 12       | -10     | -            | -            | 12       | -10    |
| R. Mascheroni  | 12       | 2       | 3            | 0            | 15       | 2      |
| C. Maselli     | 27       | 1       | -            | -            | 27       | 1      |
| G. Merli       | 1        | 0       | -            | -            | 1        | 0      |
| P. Morelli     | 25       | 3       | 3            | 0            | 28       | 3      |
| S. Osterman    | 14       | 0       | 3            | 1            | 17       | 1      |
| A. Perotti     | 22       | 1       | 2            | 0            | 24       | 1      |
| G. Piampiani   | 19       | 0       | 3            | 0            | 22       | 0      |
| A. Quintavalle | 30       | 1       | 2            | 0            | 32       | 1      |
| R. Rigotto     | 21       | 2       | 2            | 0            | 23       | 2      |
| E. Rinero      | 24       | 0       | -            | -            | 24       | 0      |
| F. Rivara      | 21       | 0       | 2            | 0            | 23       | 0      |
| S. Rossetti    | 23       | 0       | 3            | 0            | 26       | 0      |
| W. Speggiorin  | 5        | 2       | -            | -            | 5        | 2      |
| M. Turone      | 22       | 0       | 2            | 0            | 24       | 0      |
| G. Vergai      | 2        | 0       | -            | -            | 2        | 0      |